# دون مايلز
دون مايلز (بالإنجليزية: Don Miles)‏ هو لاعب كرة قاعدة أمريكي، ولد في 13 مارس 1936 في إنديانابوليس في الولايات المتحدة، وتوفي في 26 أبريل 2011 في هيوستن في الولايات المتحدة.

## وصلات خارجية
- دون مايلز على موقع دوري كرة القاعدة الرئيسي (الإنجليزية)
- دون مايلز على موقعبيزبول رفرنس.كوم (الدوري الرئيسي) (الإنجليزية)
- دون مايلز على موقعبيزبول رفرنس.كوم (الدوري الثانوي) (الإنجليزية)